# 1938 au cinéma
| Années du cinéma : 1935 - 1936 - 1937 - 1938 - 1939 - 1940 - 1941    |
| Décennies du cinéma : 1900 - 1910 - 1920 - 1930 - 1940 - 1950 - 1960 |

Cet article présente les faits marquants de l'année 1938 au cinéma.

## Événements
- C'est l'année d'or de l'industrie cinématographique française qui produit 122 films. Les salles accueillent 300 millions de spectateurs dont 80 millions à Paris et 6 millions de français (soit un septième de la population) se rendent au moins une fois par semaine au cinéma (source non confirmée).
- 31 octobre : quatre cents salles en Grande-Bretagne programment simultanément le Roman d'un tricheur de Sacha Guitry.

## Principaux films de l'année
- Abus de confiance d'Henri Decoin, avec Danielle Darrieux et Charles Vanel (6 février)
- Alexandre Nevski de Sergueï Eisenstein, musique de Sergueï Prokofiev (1er décembre à Moscou)
- Amanda  (Carefree) comédie musicale de Mark Sandrich avec Fred Astaire, Ginger Rogers et Ralph Bellamy.
- Entrée des artistes, film de Marc Allégret (octobre).
- Hôtel du Nord de Marcel Carné avec Arletty et Louis Jouvet (sortie le 16 décembre)
- Katia de Maurice Tourneur avec Danielle Darrieux
- L'Enfance de Gorki film soviétique de Marc Donskoï d'après l'œuvre de Maxime Gorki (18 juin à Moscou)
- L'Impossible Monsieur Bébé (Bringing up Baby) de Howard Hawks avec Cary Grant et Katharine Hepburn (3 mars à New York)
- L'Insoumise (Jezebel) de William Wyler avec Bette Davis et Henry Fonda
- La Marseillaise de Jean Renoir avec Louis Jouvet, Pierre Renoir, Lise Delamare et Elisa Ruis (sortie en salle le 2 février à L'Olympia à Paris).
- La Bête humaine de Jean Renoir avec Jean Gabin et Simone Simon (21 décembre).
- La Femme du boulanger de Marcel Pagnol d'après Jean Giono avec Raimu
- La Huitième Femme de Barbe-Bleue (Blue Beard's Eighth Wife), comédie de Ernst Lubitsch avec Claudette Colbert, Gary Cooper et Edward Everett Horton.
- Le Roi des gueux film de Frank Lloyd avec Basil Rathbone
- Les Aventures de Marco Polo (The Adventures of Marco Polo) d'Archie Mayo avec Gary Cooper
- Les Aventures de Robin des Bois (Robin Hood), film d'aventure de Michael Curtiz et William Keighley avec Errol Flynn, Olivia de Havilland et Claude Rains (23 avril).
- Les Dieux du stade, film de Leni Riefenstahl (sortie le 20 avril).
- Les montagnards sont là (Swiss Miss), comédie de John G. Blystone avec Stan Laurel, Oliver Hardy et Della Lind
- Marie Antoinette de W. S. Van Dyke
- Panique à l'hôtel : comédie américaine de William A. Seiter avec Groucho, Harpo et Chico Marx, Lucille Ball, Ann Miller
- Pygmalion, comédie de Anthony Asquith avec Leslie Howard, Wendy Hiller et Wilfrid Lawson
- Le Quai des brumes, drame de Marcel Carné avec Jean Gabin, Michèle Morgan et Michel Simon (18 mai).
- Remontons les Champs-Élysées, film de Sacha Guitry
- Têtes de pioche (Blockheads), comédie de John G. Blystone avec Stan Laurel et Billy Gilbert
- The Ship that died, documentaire de Jacques Tourneur
- Trois Camarades : film dramatique américain de Frank Borzage avec Robert Taylor, Margaret Sullavan, Franchot Tone
- Trois Valses, de Ludwig Berger, avec Yvonne Printemps.
- Une femme disparaît (The Lady Vanishes) réalisé par Alfred Hitchcock avec Michael Redgrave, Paul Lukas, Margaret Lockwood (20 août).
- Vous ne l'emporterez pas avec vous de Frank Capra - Oscar du meilleur film.

## Récompenses

### Oscars
- Meilleur film : Vous ne l'emporterez pas avec vous de Frank Capra (États-Unis)
- Meilleure actrice : Bette Davis, L'Insoumise (Jezebel)
- Meilleur acteur : Spencer Tracy, Des hommes sont nés (Boys Town)
- Meilleur second rôle féminin : Fay Bainter, L'Insoumise (Jezebel)
- Meilleur second rôle masculin : Walter Brennan, Kentucky
- Meilleur réalisateur : Frank Capra, Vous ne l'emporterez pas avec vous (You Can't Take it With You)

### Autres récompenses
- La Mostra de Venise, 20 août : Les Dieux du stade de Leni Riefenstahl reçoit la coupe Mussolini. Américains et Britanniques démissionnent du jury.
- Prix Louis-Delluc : Le Quai des brumes de Marcel Carné

## Principales naissances
- 1er janvier : Frank Langella, acteur américain
- 7 janvier : Roland Topor, acteur français († 16 avril 1997).
- 14 février : Jean-François Adam, réalisateur, acteur et scénariste français († 14 octobre 1980).
- 23 février : Diane Varsi, actrice américaine († 19 novembre 1992).
- 24 mars : Jean-Pierre Coffe, animateur de radio et de télévision, critique gastronomique, écrivain, cuisinier et comédien français († 29 mars 2016).
- 15 avril  :  Claudia Cardinale, actrice italienne.
- 17 avril : Perrette Pradier, actrice française († 16 janvier 2013).
- 10 mai : Marina Vlady (Marina de Poliakoff Baïdaroff, dite), actrice française.
- 15 mai : Mireille Darc, actrice française († 28 août 2017).
- 22 mai : Richard Benjamin, acteur et réalisateur américain.
- 18 juillet : Paul Verhoeven, réalisateur néerlandais.
- 20 juillet : Natalie Wood, actrice américaine († 20 novembre 1981).
- 29 juillet : Bernard Tiphaine, acteur français et voix française de Chuck Norris († 19 octobre 2021).
- 31 juillet : Marion Game, actrice française († 23 mars 2023),
- 8 août : Connie Stevens, actrice américaine.
- 15 août : Max André, acteur français. († 10 novembre 2020).
- 23 septembre : 
  - Romy Schneider (Rosemarie Albach-Retty, dite), actrice allemande naturalisée française († 29 mai 1982).
  - Maria Perschy, actrice autrichienne († 3 décembre 2001).
- 27 septembre : Jean-Loup Dabadie, écrivain et dialoguiste français. († 24 mai 2020).
- 7 octobre : Marin Karmitz, producteur de cinéma français.
- 22 octobre : Christopher Lloyd, acteur américain.
- 26 octobre : Bernadette Lafont, actrice française († 25 juillet 2013).
- 5 novembre : Joe Dassin, chanteur, compositeur franco-américain († 20 août 1980).
- 10 novembre : Nieves Navarro (Susan Scott), actrice espagnole.
- 13 novembre : Jean Seberg, actrice américaine († 8 septembre 1979).
- 16 novembre : Igaal Niddam, réalisateur, directeur de la photographie et scénariste suisse.
- 23 novembre : Herbert Achternbusch, réalisateur, scénariste et acteur allemand. († 10 janvier 2022).
- 30 novembre : Jean Eustache, réalisateur et acteur de cinéma († 4 novembre 1981).
- 29 décembre : Jon Voight, acteur et scénariste américain

## Principaux décès
- 21 janvier : Georges Méliès, cinéaste, réalisateur et pionnier du cinéma français (° 8 décembre 1861).
- 17 juillet : Robert Wiene, cinéaste allemand, à Paris
- 4 août : Pearl White, actrice américaine (° 4 mars 1889).
- 6 août : Warner Oland, acteur.
- 28 décembre : Florence Lawrence, acteur